# 浦項航空
浦項航空（英語：Air Pohang）是韓國的一家小型低成本航空公司
，以浦項機場為重點機場。2018年2月17日起開航了首爾跟濟州島兩條航線，同年11月29日停止營運。